# Mutkinu
Mutkinu – starożytne miasto w północno-zachodniej Mezopotamii, ulokowane w pobliżu ważnego strategicznie brodu przez Eufrat, na wschodnim brzegu tej rzeki. Obecnie  identyfikowane przez niektórych badaczy z Tell Hamis w Syrii, leżącym ok. 5 km na wschód od Tall al-Ahmar (starożytne Til Barsip), w pobliżu zbiegu rzeki Sajur z Eufratem.
Miasto to założył ok. 1100 r. p.n.e. asyryjski król Tiglat-Pileser I (1114-1076 p.n.e.), ale już za panowania Aszur-rabi II (1012-972 p.n.e.) kontrolę nad nim oraz nad leżącym po przeciwnej stronie Eufratu miastem Pitru przejęli Aramejczycy. W ich posiadaniu Mutkinu pozostawało przez następne 150 lat, stając się jednym z miast aramejskiego królestwa Bit-Adini. W 856 r. p.n.e. na rządzone przez króla Ahuniego Bit-Adini najechał asyryjski król Salmanasar III (858-824 p.n.e.), który zdobył wiele należących do tego królestwa miast, w tym Mutkinu. Po przejęciu kontroli nad Mutkinu Salmanasar III zasiedlił je asyryjskimi osadnikami.